# Juan Bautista Peyronnet
Juan Bautista Peyronnet Sáez (Madrid, 15 de marzo de 1812–2 de enero de 1875) fue un arquitecto y urbanista español. Entre sus principales obras figura el diseño de varias plazas en diversas ciudades españolas a finales del siglo XIX.

## Biografía
Estudió en la Escuela de Arquitectura de la Real Academia de Bellas Artes de San Fernando de Madrid, donde se tituló en 1835. Más tarde fue profesor en esta institución, así como su director durante tres años (1855-1857).
Trabajó en diversos proyectos, tanto civiles como públicos y religiosos. En 1854 le fue encomendada la restauración de la Catedral de Santa María de Palma de Mallorca. Sus planificaciones fueron famosas por cubrir las reformas de la Puerta del Sol (1856), además de canalizar el río Júcar (1859) y poder fertilizar tierras de la provincia de Alicante. La propuesta de Peyronnet, arquitecto de la Comisión de obras municipal de Madrid, elevada a oficial en 1856, hizo que la Puerta del Sol tuviera el espacio actual. Ese mismo año presidió la Comisión que organizó la magna publicación Monumentos Arquitectónicos de España.
En 1844 fue nombrado miembro de la Academia de Bellas Artes de San Fernando.
Recibió la Encomienda de Carlos III.
Fue padre del arquitecto Juan Peyronnet. 

## Obras
- 1837: Proyecto de canal de navegación entre los ríos Guadalquivir y Guadalete.
- 1837: Proyecto de conducción de aguas y establecimiento de fuentes en Jerez de la Frontera.
- 1847: Restauración del castillo de Villaviciosa de Odón como primera sede de la Escuela Especial de Ingenieros de Montes.
- 1854: Fachada del Oratorio del Olivar en Madrid.
- 1854: Proyecto de restauración de la Catedral de Palma de Mallorca.
- 1854: Fachada de la casa Gual de Torrella en Palma de Mallorca.
- 1855: Dirección de obra en el patio cuarto del cementerio de San Isidro de Madrid.
- 1856: Proyecto de reforma de la Puerta del Sol, Madrid.
- 1857: Circo gallístico de la calle de Recoletos, Madrid.
- 1857: Viviendas en la Puerta del Sol, 5 y 6.
- 1860: Panteón de la duquesa de Castro-Enríquez en el cementerio de San Isidro.
- 1860: Panteón de la familia Peyronnet en el cementerio de San Isidro.
- 1860: Panteón de Basilio Chávarri en el cementerio de San Isidro.
- 1860: Viviendas de la marquesa de Alhama en calle del Barquillo, Madrid.
- 1864: edificio de viviendas calle Madera, 47. Madrid
- 1866: Templete férreo (no el actual) del reloj de la antigua Casa de Correos en la Puerta del Sol.[2]

## Escritos
- Elementos de dibujo lineal o delineación, para uso de las escuelas del Reino, de las Clases de las Universidades, y de los artistas, artesanos, fabricantes y demás personas que profesan cualquier ramo de la industria (texto y atlas), Madrid, 1837.
- Tablas de logaritmos para los números y senos, traducción del original de Jerôme Lalande, Madrid, 1842.
- Elementos de dibujo lineal, geometría y agrimensura: adoptados para todos los sistemas de enseñanza y expresamente escritos para uso de las escuelas de instrucción primaria y de las diferentes profesiones que necesitan del dibujo, traducción del original de J. B. Henry, Madrid, 1854.
- El Ilustrísimo Señor D. José Mariano Vallejo. Biografía del célebre matemático, Semanario Pintoresco Español, 1856.
- Memoria sobre el proyecto de canal del río Júcar, Valencia, 1860.[2]